# Ruggiero Romano
Ruggiero Romano (Fermo, 23 novembre 1923 – Parigi, 5 gennaio 2002) è stato uno storico italiano.

## Biografia
Formatosi alla scuola di Federico Chabod e Delio Cantimori, nel 1947 si trasferì in Francia, dove insegnò alla Sorbona.
In Francia conobbe anche Fernand Braudel (tra i suoi principali maestri, cui vanno aggiunti, oltre ai nomi già citati, Nino Cortese e Lucien Febvre), con il quale intrattenne anche intensi contatti personali.
Titolare poi della cattedra di Problemi e metodi di storia economica presso l'École pratique des hautes études di Parigi, fu lo studioso italiano che ha vissuto più da vicino l'esperienza dell'École des Annales, la prestigiosa corrente storiografica francese nata attorno all'omonima rivista, cui la storiografia di questo secolo deve fondamentali acquisizioni.
Con l'occhio fisso alle strutture economiche, Romano è andato accumulando negli anni una produzione ricchissima, priva di specializzazione cronologica o spaziale; dall'Italia del Rinascimento all'America indiana, dal Regno di Napoli al Cile del XVII secolo e all'industria moderna. Per l'editore Einaudi ha guidato con Corrado Vivanti, una Storia d'Italia Einaudi in sei volumi (1972-1976) in cui si tratta di regni, di guerre, di scioperi, ma anche di cucina, di moda, di canzone popolare, di suolo; in seguito, con più attenzione alle nuove strade del sapere che alla storia economica, diresse l'Enciclopedia Einaudi (1977-1982).
Insieme ad Alberto Tenenti ha curato il dodicesimo volume (Die Grundlegung der modernen Welt: Spätmittelalter, Renaissance, Reformation) della collana Fischer Weltgeschichte, disponibile anche in traduzione italiana (Alle origini del mondo moderno, 1350-1550, 1967, 357 pp.), quale dodicesimo volume della Storia Universale Feltrinelli, versione italiana della collana dell'editore Fischer.
Tra i suoi lavori si ricordano anche Tra due crisi: l'Italia del Rinascimento (1971), L'Europa tra due crisi (1980), Storia dell'economia italiana (1991), Opposte congiunture. La crisi del Seicento in Europa e in America (1992) e Braudel e noi (1995), dedicato allo storico francese.
Ha inoltre introdotto opere storiche e antropologiche di Celso Furtado, Jacques Le Goff, Fernand Braudel, Alexander Gerschenkron, Paul Bairoch, Alfred Métraux, Bernard H. Slicher Van Bath, Luigi Einaudi, Stelio Marchese, Wilhelm Abel, John V. Murra, Genevieve Drohet, Alberto Flores Galindo, Giovanni Haussmann, Alphonse Dupront, Vanni Blengino, Gianni Cisbani, Aldo Alessandro Mola, Alejandro Tortolero, Giovanni Iannettone e Raymond Queneau, oltre a qualche classico di Leon Battista Alberti e Giovanni Della Casa.
Di Romano è la conduzione, gestione e moderazione, nel 1985, della breve ma assai approfondita serie televisiva RAI dedicata alla Guerra di Spagna del 1936-1939. Fondata su una precedente versione della BBC, la serie ospitò in studio, alternando alla realizzazione britannica, un'interessante discussione tra Romano e colleghi specializzati sul tema, quali Ignazio Delogu, Giorgio Rovida, Dario Puccini, e altri. Tale trasmissione resta una delle migliori realizzazioni RAI-BBC sulla guerra spagnola.

## Fondo Ruggiero Romano
Il Fondo Ruggiero Romano, lascito di grande valore, collocato presso la Scuola Superiore di Studi Storici dell'Università della Repubblica di San Marino, contiene 7000 volumi, 200 riviste di particolare valore per lo studio della storia di età moderna e 3000 estratti.
Altri importanti fondi, contenente corrispondenza, appunti e documenti di lavoro e di vario genere sono conservati dalla Fondazione Feltrinelli a Milano e dalla Fondazione Luigi Einaudi di Torino.